# Parafunktion
Das Kauorgan ist neben der Nahrungszerkleinerung und Sprachbildung auch beim Schlucken beteiligt. Parafunktionen (gelegentlich auch Oral Habit) ist ein Sammelbegriff für einen nicht natürlichen Gebrauch des Kauorgans.
Hierzu zählen:
- Zähnepressen und Knirschen (Bruxismus)
- Lippen- und Wangenbeißen
- Daumenlutschen
- Bleistift- und Fingernägelkauen.

Dieses Verhalten findet im Wesentlichen unbewusst statt. Es wird meist in der Kindheit erworben und gehört zum Persönlichkeitsprofil eines Menschen. Die Parafunktion findet unter seelischer Anspannung verstärkt statt. Parafunktionen gelten im Wesentlichen als Indikator für den inneren Zustand des Patienten. Die Verhaltenstherapie bietet Konzepte an, um dieses Verhalten abzugewöhnen, wenn es als störend empfunden wird oder pathologische Formen annimmt.

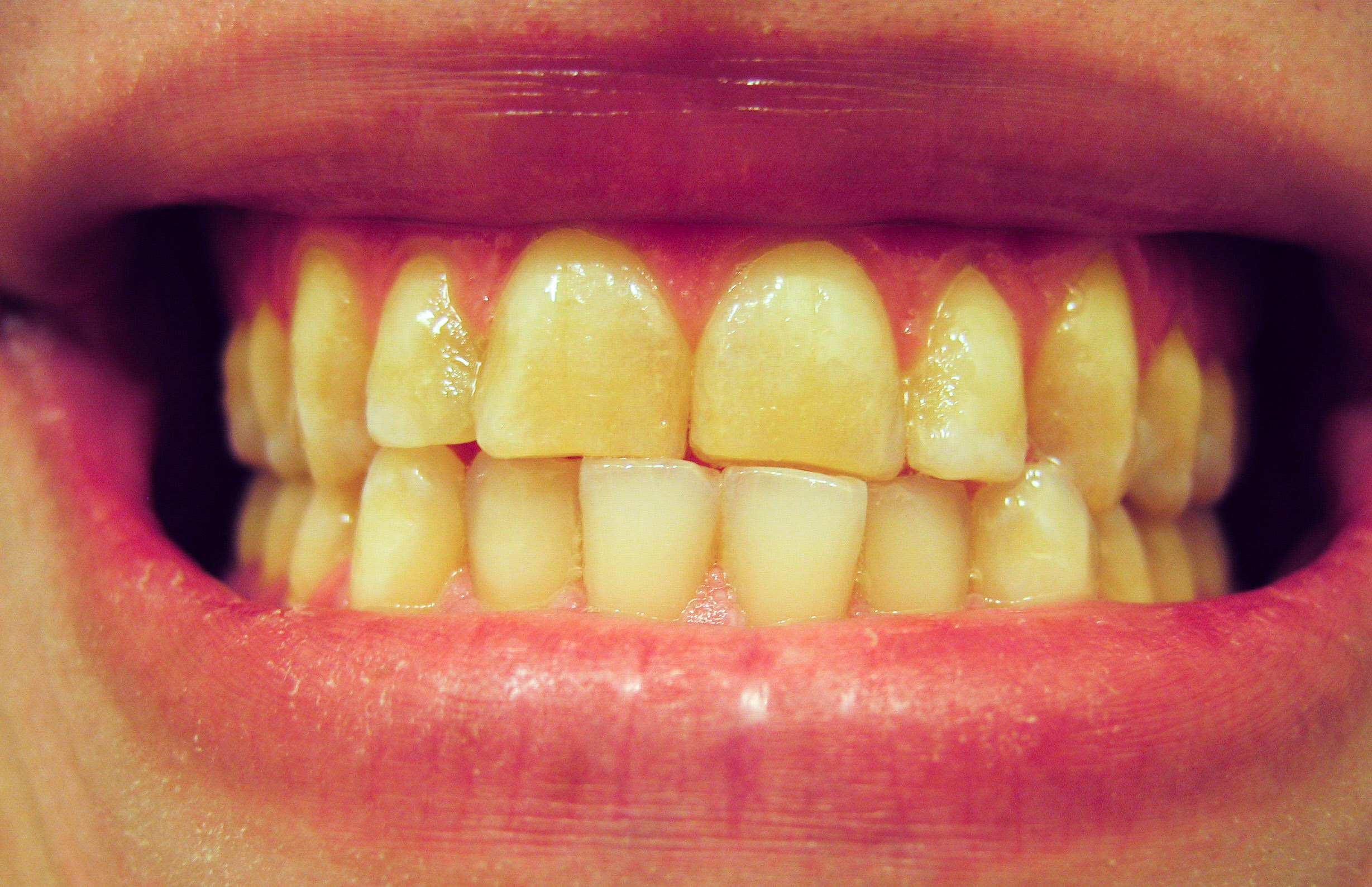
Frontzahnabrasion durch Parafunktionen

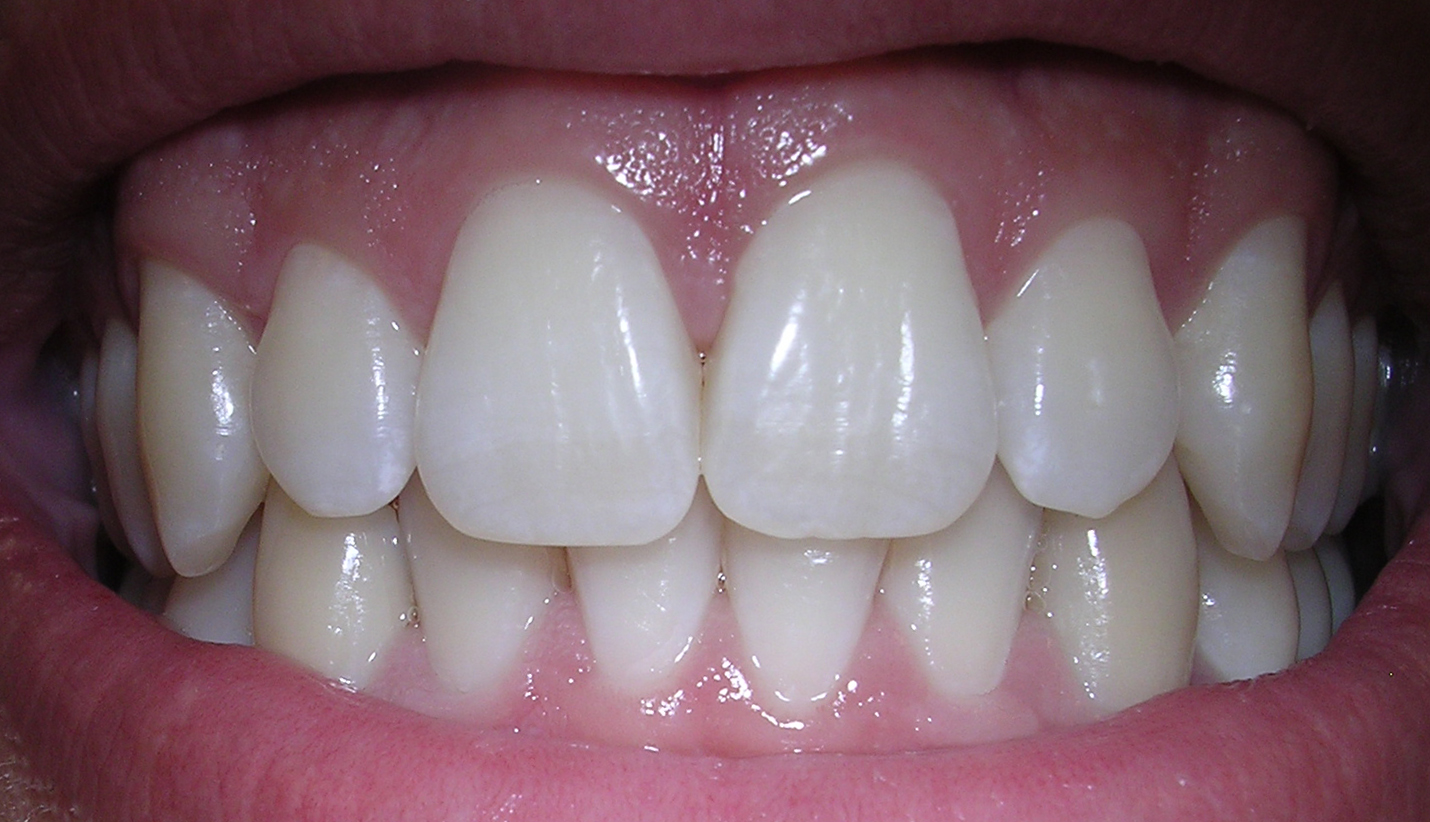
Zum Vergleich: Naturgesundes Gebiss mit physiologischem frontalen Überbiss

## Folgen
Die Parafunktion gehört gleichzeitig zur Symptomatik einer Kiefergelenkserkrankung. Hierbei kann die Parafunktion sowohl Ursache, als auch Folge dieser sein.
Parafunktionen können durch Abrieb der Zähne Schäden am Gebiss verursachen, wie Zahnsprünge, Zahnabsplitterung, Bruch von Zahnkanten. Durch das ständige Aneinanderreiben beim Knirschen und Pressen wird die harte Zahnsubstanz (Zahnschmelz) und später auch das darunter liegende Dentin, abgetragen. Parafunktionen können zur Entstehung von Parodontitis beitragen und bei weiteren erschwerenden Faktoren zum Zahnverlust führen. Ebenso können Kiefergelenkbeschwerden, Beschwerden der Halsmuskulatur, Schultermuskulatur oder Kopfschmerzen die Folge sein. Daumenlutschen soll bei Kindern über drei Jahren auch Zahnfehlstellungen bewirken.

## Auslöser
Vorwiegend das Zähneknirschen kann durch auslösende oder unterhaltende Faktoren beeinflusst werden, wie z. B.:
- Frühkontakte der Zähne
- überstehende Füllungen oder
- Schwierigkeiten mit dem Zahnersatz
- Überempfindliche Zahnhälse
- zentral induzierte muskuläre Hyperaktivitäten (Hypervigilanz)
- hormonelle Störungen
- emotionaler Stress
- Tinnitus

## Definition der wissenschaftlichen Fachgesellschaft
Die Deutsche Gesellschaft für Zahn-, Mund- und Kieferheilkunde (DGZMK) definiert Bruxismus als Parafunktion, ferner (Knirschen, Pressen), Zungenpressen und Lippenbeißen mit unphysiologischen Auswirkungen an Zähnen, Parodontien, der Kaumuskulatur und/oder den Kiefergelenken.